# Lausitzkulturen
Lausitzkulturen var en lokal bronzealdersgruppe, dateret til den yngre bronzealder, dvs 1300 f.Kr., opkaldt efter fundområdet i Lausitz Schlesien. Den regnes undertiden som en nordlig gren af urnemarkskulturen som under Vel Tène-perioden var udbredt i østlige Centraleuropa. Den fortsatte i den senere tidlige jernalder (1300–500 Skabelon:Sc) i det meste af det, der nu er Polen og dele af Tjekkiet, Slovakiet, det østlige Tyskland og det vestlige Ukraine. Den dækker perioderne Montelius III (tidlig lusatisk kultur) til V i det nordeuropæiske kronologiske skema. Den har været forbundet med eller tæt forbundet med nordisk bronzealder. Hallstatt påvirkninger kan også ses især i ornamenter (fibulae) , stifter) og våben.

## Kultur
Begravelsen skete ved ligbrænding. Urnen er normalt ledsaget af talrige (op til 40) sekundære kar. Metalgravgaver er sparsomme, men der er talrige forsamlinger (såsom Kopaniewo, Pommern), der indeholder rigt metalværk, både bronze og guld (hamst af Eberswalde, Brandenburg). Grave, der indeholder forme (som ved Bataune, i Sachsen) og tuyeres vidner om produktionen af bronzeværktøj og våben på landsbyniveau. Den kongelige grav i Seddin, Brandenburg, Tyskland, dækket af en stor jord barrow, indeholdt middelhavsimport som bronzebeholdere og glasperler. Kirkegårde kan være ret store og indeholde tusindvis af grave.

## Gallery
- Lusatianske våben
- Forskellige artefakter, bronze- og jernalder
- Økser og armringe
- Model kultvogn af bronze, Tyskland
- Keramik fra Biskupin
- Lusatiansk urne
- Keramik og figurer fra Tyskland
- Torque og armringe
- Bronzefibula, Tyskland
- Fibula and armringe